# Tiburce Foy
Pour les autres membres de la famille, voir Famille Foy.
Pour les articles homonymes, voir Foy.
Tiburce Foy, vicomte, né à Paris le 26 août 1816 et décédé le 7 septembre 1870, est un préfet du Second Empire. Fils d'un général du Premier Empire, il résume toute une génération de préfets. Il s'employa à mettre sous contrôle la vie politique dans le département des Ardennes, et à la rendre atone. Durant la guerre franco-allemande de 1870 et le Siège de Sedan, il recueillit le prince impérial Louis-Napoléon Bonaparte à Mézières, et assista à l'effondrement du régime impérial. Il en mourut de chagrin, dit-on, le 7 septembre 1870, alors que la Troisième République commençait.

## Premiers pas

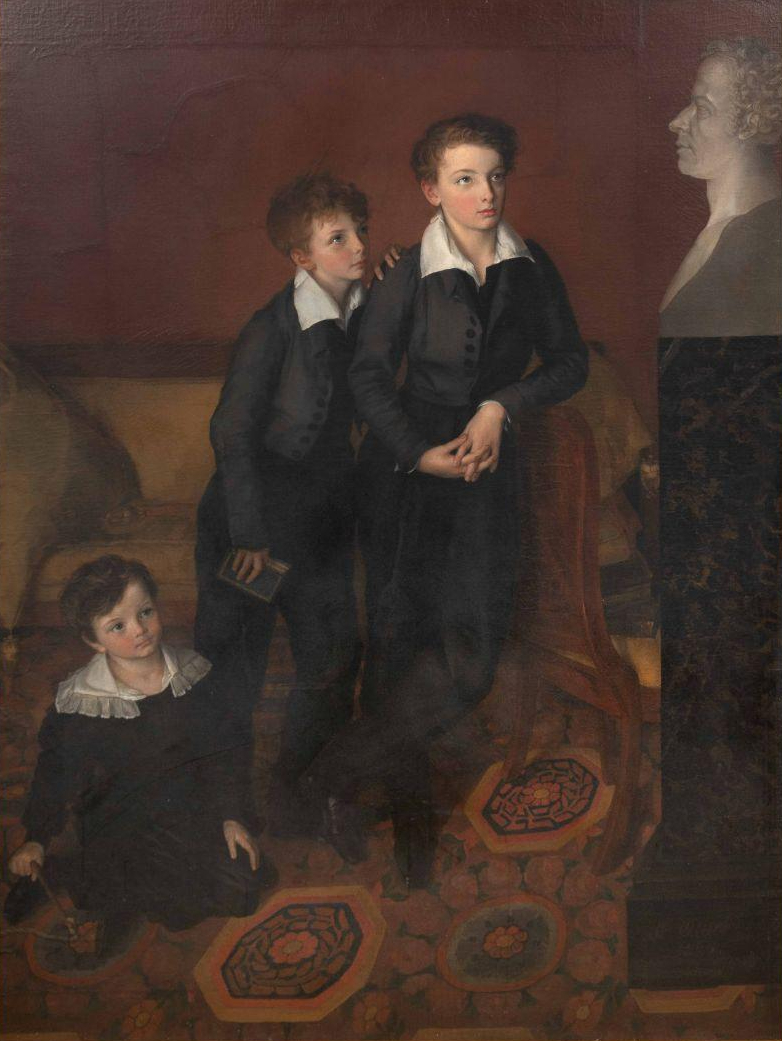
Augustine Cochet de Saint-Omer, Portrait des trois fils du général Foy contemplant le buste de leur père, 1826. Tiburce apparaît au milieu, entre ses deux frères.

Tiburce Foy est né à Paris le 26 avril 1816. Il est le fils de Maximilien Sébastien Foy, brillant militaire, général napoléonien, baron de l'Empire, puis comte, devenu un célèbre député d'opposition sous la Restauration. Il a neuf ans lorsque son père décède.
Il est attaché au ministère français de l'Intérieur de 1836 à 1841. Puis il devient sous-préfet de Nantua, dans l'Ain de 1841 à 1845, et sous-préfet de Bernay dans l'Eure, de 1845 à 1847, grâce, notamment, à la recommandation de son beau-frère Théobald Piscatory et de deux autres députés. Le 14 décembre 1847, il est nommé préfet de l'Ariège, grâce aux recommandations des mêmes et de Victor de Broglie. Il y reste peu de temps, étant révoqué, comme beaucoup d'autres préfets, à la suite de la Révolution française de 1848. 
Après l'élection de Louis-Napoléon Bonaparte comme Président de la République française le 20 décembre 1848, il utilise son réseau dans les milieux bonapartistes pour tenter de retrouver un poste de préfet, et si possible dans l'Ain. Le 12 février 1849, après être resté un an à l'écart, il obtient la préfecture des Ardennes. Il succède à Alfred Mathey, révoqué sous le prétexte de s'être rendu à Paris sans l'autorisation de son ministre de l'intérieur, à un moment particulièrement tendu, fin janvier 1849.

## Préfet des Ardennes durant 21 ans
Il est installé dans ses fonctions le 15 février 1849. Il est décrit comme un homme élégant et spirituel. Non marié, « on lui reproche des habitudes de galanterie » qui n'ont pas d'incidences pour autant sur ses fonctions et son autorité. Sa capacité à croquer les situations sur papier par quelques dessins et caricatures est aussi remarquée. Un de ses propres dessins le représente, coiffé d'un haut-de-forme, accompagné d'un de ses subordonnés. Est-ce par mimétisme, la ressemblance avec la silhouette de l'empereur est frappante...
Il s'emploie à mettre sous contrôle l'activité politique du département dont il a la charge. Le processus électoral est dénaturé sous le  Second Empire par la notion de candidat officiel, choisi par le gouvernement sur proposition du préfet. La mainmise sur les élections se traduit toutefois, au fil des années, par l'augmentation de l'abstention, du fait d'une indifférence croissante du corps électoral. Deux des personnalités politiques du département, Eugène de Ladoucette et Jules François Riché louent l'efficacité de Tiburce Foy auprès du gouvernement, Jules François Riché mettant en avant « la part qu'ont eue au résultat de l'élection le zèle et l'habileté du préfet, très actif, très bon en toute chose ». Il est clairement dans les missions des préfets de cette époque d'être des « faiseurs d'élections ». Ceci est encore plus marqué durant ce régime marqué par le coup d’État dont il est issu. Non seulement personne n'y trouve à y redire, mais les résultats électoraux sont déterminants dans l'appréciation et la longévité des préfets.
Il réussit également à museler la presse, par des tracasseries administratives. Les journaux de 1848 cessent leur parution les uns après les autres.
Il fait face à une opposition relativement faible. Le corps électoral ardennais s'est montré favorable aux conservateurs et aux forces bonapartistes en 1849 et 1851. Les années suivantes, il n'y a plus, selon le préfet, d'implantation significative de partis politiques, mais des opposants isolés. Les quelques personnes bannies à la suite du coup d'État de 1851 sont surveillées à leur retour et se manifestent peu. Le préfet consacre également une attention méticuleuse à éloigner du département les personnalités susceptible de s'affirmer, fermant par exemple toute carrière locale à Édouard Piette, petit-fils d'un conventionnel et fils d'un conseiller général républicain.  Progressivement, toutefois, le département des Ardennes devient une « terre de mission » pour les socialistes, agissant à partir de la Belgique proche . Le préfet fait surveiller la frontière et ferme tous les cabarets abritant des réunions politiques.
Dans cette société ardennaise si surveillée et somme toute assez calme, une mesure fiscale suscite cependant une certaine émotion, l'impôt sur les chiens décrété en mai 1855 pour application au premier janvier 1856. Distinguant les chiens d'agrément et de chasses, plus fortement taxés que les chefs de garde (chiens de troupeaux, chiens d'aveugles, etc.), cet impôt se veut taxer un bien de jouissance, au-delà des impôts déjà existants dont celui des portes et des fenêtres (signes de l'importance des habitations). Cette mesure est mal accueillie en Ardennes, terre de chasses, comme ailleurs. Elle donne lieu à de nombreuses réclamations, à des contestations de catégorie, et à une jurisprudence abondante au niveau national. Elle incite accessoirement à l’abandon des chiens et à la multiplication de chiens errants, créant un autre problème pour les populations et les forces de l'ordre. Comme toute loi fiscale, elle est également le reflet des évolutions de la société qui donne une importance plus forte aux animaux domestiques et elle permet d'établir des comptages, malgré les dissimulations.
Le 14 janvier 1858, à Paris, le couple impérial échappe à un attentat, alors qu'il se rend à l'Opéra. Le général Espinasse devient peu après ministre de l'Intérieur. Il ordonne aux préfets d'arrêter « les hommes les plus dangereux » de leur département, en fixant un quota de 1 000 suspects, incluant des personnes ayant déjà été condamnées pour des raisons politiques entre 1848 et 1851. Les républicains et les socialistes sont particulièrement visés par cette mesure. Le général Espinasse fait ensuite voter la fameuse loi de sûreté générale, pérennisant cette mesure et permettant l'arrestation et la transportation en Algérie des individus condamné pour délit politique depuis 1848, par simple décision administrative, sans nécessiter de jugement. La loi permet également de réprimer toute constitution d'une association ou d'un mouvement politique allant à l'encontre de la politique gouvernementale. Tiburce Foy se montre un exécutant zélé des ordres de son nouveau ministre, bien que la situation politique dans les Ardennes ne soit pas particulièrement préoccupante pour le régime. Deux hommes, surveillés depuis des années, sont déportés en Afrique. Des perquisitions sont effectuées, des arrestations effectuées. La diffusion des dictionnaires de Maurice de la Châtre, jugés révolutionnaires, est surveillée et empêchée, ainsi que la vente d'un journal belge intitulé le Bien-Être social.

## Distinctions
Tiburce Foy est fait officier de la Légion d'honneur le 12 août 1853 sur proposition du député ardennais Eugène de Ladoucette. Puis commandeur le 3 janvier 1860

## Décès
Durant la guerre franco-allemande de 1870 et le Siège de Sedan, il recueille le prince impérial Louis-Napoléon Bonaparte à Mézières, et assiste à l'effondrement du régime impérial. Le 1er septembre, l'empereur capitule à Sedan. Le prince impérial gagne la Belgique. Le 6, Tiburce Foy ne quitte pas son lit. Le lendemain, le secrétaire général de la préfecture des Ardennes écrit au ministère : « Monsieur le préfet est assez gravement malade : il est atteint d'une fièvre scarlatine qu'il paraît avoir gagnée en visitant nos hôpitaux et nos ambulances ». Le soir même, la nouvelle de son décès tombe : « les désastres du pays l'ont tué ».

### Sources
Sources sur Tiburce Foy, sa biographie, ses actions, classées par date de parution.
- Henri Gourdon de Genouillac, Dictionnaire des anoblis, 1270-1868, suivi du Dictionnaire des familles qui ont fait modifier  leur nom 1803-1870, 1875.
- Hippolyte Magen, Histoire du second Empire, impr. librairie illustrée, 1878.
- Jean Massiet du Biest, Les dessins du Vicomte Foy, préfet des Ardennes, Almanach Matot-Braine, 1935.
- Pierre-Henry, Histoire des préfets : 150 ans d'administration provinciale 1800-1950, Nouvelles Éditions latines, 1950 (lire en ligne), p. 194.
- Bernard Le Clère et Vincent Wright, Les préfets du Second Empire, Éditions Armand Colin, 1973, 411 p..
- Colloque de l'institut français des sciences administratives, Les préfets en France 1800-1940, Librairie Droz, 1978, 187 p. (lire en ligne).
- Anne Martin-Fugier, « La formation des élites :  les « conférences »  sous la Restauration et la Monarchie de Juillet », Revue d'histoire moderne et contemporaine, vol. XXXVI,‎ avril/juin 1989, p. 211-244 (lire en ligne). 4)
- Joëlle Fourreaux, « Les Ardennes sous le Second Empire, vie politique et administrative », Revue Historique Ardennaise, vol. XXXVI,‎ 2003.
- Gérald Dardart, Histoire de la presse ardennaise (1764-1944), Charleville-Mezières, Arch'Libris Editions, décembre 2009, 76 p. (ISBN 978-2-9535689-0-5).